# Henicophaps
Genre
Le genre Henicophaps regroupe deux espèces de columbidés connus sous le nom de colombines.

## Liste d'espèces
D'après la classification de référence (version 2.2, 2009) du Congrès ornithologique international (ordre phylogénique) :
- Henicophaps albifrons – Colombine à front blanc
- Henicophaps foersteri – Colombine de Nouvelle-Bretagne